# Trichorrhabda fasciolata
Trichorrhabda fasciolata är en fjärilsart som beskrevs av Butler. Trichorrhabda fasciolata ingår i släktet Trichorrhabda och familjen antennmalar. Inga underarter finns listade i Catalogue of Life.